# Il cantante di jazz (film 1927)
Il cantante di jazz (The Jazz Singer) è un film del 1927 diretto da Alan Crosland
Interpretato da Al Jolson, è il film che segna la nascita dell'era del cinema sonoro, uscito per la prima volta nelle sale statunitensi il 6 ottobre 1927.
Fu il film col maggiore incasso nell'anno 1927 e nel 1998 l'American Film Institute l'ha inserito al novantesimo posto della classifica dei migliori cento film statunitensi di tutti i tempi.

## Trama
Jakie, un ragazzo ebreo, sconvolge le tradizioni di famiglia perché non vuole cantare in sinagoga, come hanno fatto tutti i maschi di famiglia prima di lui per cinque generazioni. Infatti ama il jazz e a questo vorrebbe dedicare la sua carriera. Il padre, il cantore Rabinowitz, lo osteggia apertamente finché dopo un'aspra discussione Jakie lascia casa e se ne va per la sua strada. Cambia il nome in Jack Robin e si dipinge la faccia di nero per seguire le sue aspirazioni, finché non gli si presenta la grande occasione con l'aiuto di Mary Dale, famosa cantante, con cui ha una relazione. Arrivato a questo punto Jack dovrà riconsiderare le sue scelte, anche nei confronti della sua famiglia.

## Importanza storica
Benché di fatto sia ancora per buona parte muto e accompagnato da didascalie – se si escludono le nove canzoni, le parti parlate si riducono a poco più di un minuto di dialogo durante la canzone Blue Skies e a poche altre brevi frasi monologiche –  il film all'epoca fu percepito come un portento della tecnica e divenne anche precursore di molti altri film accompagnati da musica jazz, come Il re del jazz (1930) di John Murray Anderson o La città del jazz (1947) di Arthur Lubin. Il primo film interamente parlato uscì l'anno seguente: Lights of New York, lanciato l'8 giugno 1928 dalla stessa Warner Bros.
La prima frase "Aspettate un momento, aspettate un momento, non avete ancora sentito niente", che sembra sia stata inserita ad arte, in realtà fu pronunciata perché si era cominciato a registrare il disco "Vitaphone" prima che il tecnico audio fosse completamente pronto con i microfoni ed è poi rimasta nella copia finale inserita nel film. La battuta ("Wait a minute, wait a minute. You ain't heard nothin' yet!" in lingua originale) è stata inserita nel 2005 nella lista delle cento migliori citazioni cinematografiche di tutti i tempi stilata dall'American Film Institute, nella quale figura al 71º posto.
Il film contiene alcuni stereotipi dell'epoca, comunque ben contestualizzati storicamente all'interno della trama. Gli uomini di colore erano visti come buffe macchiette, capaci solo di gag. Così (necessariamente) appare Al Jolson nelle sue performance sul palco, con le grandi labbra bianche dipinte enfatizzate dal colore nero con cui si anneriva la faccia (stile blackface).
Il film ebbe grande successo di pubblico, colpito dalla magìa del sonoro salvando di fatto la casa di produzione (la Warner Bros.) che rischiava il fallimento.
Il film fu candidato all'Oscar per il miglior adattamento, mentre la Warner Bros. ricevette dall'Academy un Premio speciale «per aver prodotto il pionieristico ed eccezionale primo film sonoro, che ha rivoluzionato l'industria cinematografica».
Il film ha avuto due remake:
- nel 1952, interpretato da Jerry Golding e diretto da Michael Curtiz
- nel 1980, interpretato da Neil Diamond e diretto da Richard Fleischer.

Nel 1936 uscì, sempre per la Warner Bros., un cartone animato della serie Merrie Melodies dal titolo Nato per cantare in cui il gufetto Gufo Jolson (in inglese Owl Jolson), appena uscito dall'uovo, inizia a fare il cantante di jazz suscitando l'ira del padre, compassato professore di musica classica, ma finendo per appassionare tutta la sua famiglia. Il cartone è una citazione e un aperto tributo al film.
Nel 1996 è stato inserito nel National Film Registry della Biblioteca del Congresso degli Stati Uniti.
Questo film è considerato come il "salvatore della Warner Bros.". Gli incassi del film, infatti, servirono ad evitare il fallimento della casa cinematografica, anch'essa colpita dalla tremenda crisi economica che travolse Stati Uniti ed Europa durante gli anni '20.